# Островной ботропс
Островной ботропс (лат. Bothrops insularis) — вид ядовитых змей из подсемейства ямкоголовых семейства гадюковых. Эндемик Бразилии.

## Описание
Общая длина достигает 70—100 см, очень редко 1,18 м. Голова широкая, массивная, туловище стройное, крепкое. Глаза округлые, зрачки вертикальные. Окраска светло-коричневая, золотистая, желтоватая с треугольными или квадратными тёмными пятнами вдоль туловища.

## История изучения
Впервые описан в 1921 году бразильским герпетологом Афраниу Амаралом.

## Ареал
Вид обитает только на скалистом острове Кеймада-Гранди, расположенном в 35 км от берегов бразильского штата Сан-Паулу. Любит густые заросли кустарников и низкорослые деревья. Всю жизнь проводит на деревьях или кустарниках.

## Питание
Охотится на птиц, других змей и многоножек.
Яд достаточно сильный. Мышь погибает в течение 2-х секунд.

## Размножение
Яйцеживородящая змея. Самка рождает до 6 детёнышей. Большинство самок имеет также и мужские копулятивные органы: причудливой формы фаллос и спермовыводящие протоки.

## Охрана вида

### Статус
Этот вид отнесен к находящимся под угрозой исчезновения (CR) в Красном списке МСОП по следующим критериям: CR B1ab (iii) + 2ab (iii) (v3.1 (2001). Это означает, что площадь ареала вида оценивается в менее 100 км²,  также то, что этот район сильно фрагментирован или известно, что вид существует только в одном месте, и что наблюдается постоянный спад, предполагаемый или прогнозируемый для площади, протяженности и / или качества среды обитания. Площадь обитания оценивается менее чем в 10 км². Тенденция стабильна. Год оценки: 2004.

### Ограниченное географическое распространение
Поскольку остров, на котором обнаружен этот вид, настолько мал, что он может поддерживать только небольшую популяцию, то диапазон между количеством змей, необходимых для выживания популяции, и максимальным количеством змей, которых может поддерживать остров, может быть небольшим, что делает вид особенно чувствительным к любым проблемам. Кроме того, поскольку остров Кеймада-Гранди является единственным местом, где островной ботропс встречаются в дикой природе, если эта популяция будет уничтожена, то в дикой природе этот вид исчезнет.

### Разрушение среды обитания
В прошлом люди преднамеренно устраивали пожары на острове Кеймада-Гранди, пытаясь избавиться от данных змей, чтобы остров мог использоваться для выращивания бананов. Бразильский военно-морской флот также внес свой вклад в разрушение среды обитания, удалив растительность, чтобы сохранить маяк на острове. 

### Интерсекс
Еще одна опасность для будущего этих змей — это появление интерсексов, змей, рожденных с мужскими и женскими репродуктивными частями. Предположительно увеличение числа интерсексов в популяции связано с большим количеством инбридинга (что является еще одним следствием небольшого распространения вида) и объясняет, что относительно высокая встречаемость рожденных интерсексов может быть вредной для популяции видов, поскольку большинство интерсексов стерильны.